# 水川あさみ
水川 あさみ（みずかわ あさみ、1983年〈昭和58年〉7月24日 - ）は、日本の女優。大阪府茨木市出身。sucre所属。夫は俳優の窪田正孝。

## 来歴
小学校5年生の時、『家なき子』（日本テレビ）の安達祐実を観て自分もこういうことがしたいと思い、13歳の時に母親の知人の紹介で芸能事務所に入る。 
1996年、旭化成「ヘーベルハウス」のCMでデビュー。その後は大阪から通いながら数々のオーディションを受けるが失敗が続く。しかし15歳の時、映画『劇場版 金田一少年の事件簿 上海魚人伝説』のオーディションに合格し、女優デビューを果たす。
高校入学と同時に上京。2001年には第3回ミス東京ウォーカーに選ばれ、翌2002年、映画『仄暗い水の底から』の出演が決定した。
2003年、『渋谷怪談』で映画初主演。2008年、『夢をかなえるゾウ』（読売テレビ）で連続ドラマ初主演。
2011年、大河ドラマ『江〜姫たちの戦国〜』（NHK）では主人公の次姉・初役を演じた。
2013年、『シェアハウスの恋人』（日本テレビ）でゴールデンタイムの連続ドラマに初主演したほか、舞台『激動-GEKIDO-』で30代に入ってからの初仕事、10年ぶり2度目の舞台出演にして舞台初主演を果たした。
2016年にはこれまで所属したA.L.C.Atlantisから独立し個人事務所「sucre」を設立し移籍した。2020年に主演を務めた『滑走路』や『喜劇 愛妻物語』で、第94回キネマ旬報ベスト・テン主演女優賞、第12回TAMA映画賞最優秀女優賞、第42回ヨコハマ映画祭主演女優賞などの映画賞を数々受賞した。
2022年、短編映画制作プロジェクト『MIRRORLIAR FILMS（ミラーライアーフィルムズ）』Season4の1作『おとこのことを』で初めて監督を手がける。主演は夫の窪田正孝。

### 私生活
2017年7月期放送の『僕たちがやりました』（関西テレビ）での共演を機に交際していた俳優の窪田正孝と、約2年の交際期間を経て2019年9月21日に東京都内の区役所に婚姻届を提出し結婚した。報道各社へのファクスを通じて同日明らかにした。挙式・披露宴は未定。

## 人物
- 風貌から「クールビューティー」と評されることも多い反面、サバサバとして笑い上戸な性格である[16][17][18]。コメディからシリアスな役までを演じ、「モデル風のきれいな顔をしているのに、だめんず好きの汚れ役や変顔ができる彼女は今の若い女優の中で貴重な存在で、見ていて楽しい。」とペリー荻野は評している[19]。
- プライベートでは女優の浜丘麻矢[20]や榮倉奈々[21]、長澤まさみ[22]、戸田恵梨香[23]、堂本剛[24]らと親交が深く、特に大河ドラマで共演した宮沢りえには女優としても大きな影響を受けたという[4][25]。
- 戸田恵梨香との不仲説がマスコミによって報道された際はそれぞれにコメントを出し、水川は「芸能人が嘘をつくと怒られるのに週刊誌が嘘をつくと怒られないのはなぜですか？」「憶測を元に面識のある女優さん、タレントさんに絡めた数々の悪意ある記事。事実無根だと言っても強行突破で発売され、その後の追い記事にもかなり目に余るものがあります。どうしてこんな信憑性のない、嘘にまみれた言葉で傷つけられなくてはならないんだろう。だれかがわたしを攻撃して、何かが足を引っ張ろうとしているんではないかとさえ思えてしまう。」と報道を否定した上で苦言を呈した[26]。
- 水川自身はもとより家族全員が阪神ファンである[2]。2007年には京セラドーム大阪での阪神タイガースの開幕戦で始球式を務めている[27]。
- オーストラリアのドキュメンタリー映画『Dominion』に感銘を受け、乳製品や卵、動物性食品をとることを控えている[28]。米が好き[29]。
- 2008年9月20日放送の『メレンゲの気持ち』（日本テレビ）で、ドラマ『ラストフレンズ』（フジテレビ）で共演した長澤まさみと2人で最近よくカラオケへ行き、2人共新世紀エヴァンゲリオンのファンなので「残酷な天使のテーゼ」をよく歌うと告白した。

## 受賞歴
- 2016年
  - 第14回クラリーノ美脚大賞2016 30代部門[30]
- 2020年
  - 第12回TAMA映画賞 最優秀女優賞（『喜劇 愛妻物語』『グッドバイ〜嘘からはじまる人生喜劇〜』『ミッドナイトスワン』）[31]
  - 第45回報知映画賞 主演女優賞（『喜劇 愛妻物語』）[32]
- 2021年
  - 第42回ヨコハマ映画祭 主演女優賞（『喜劇 愛妻物語』『滑走路』）[33]
  - 第75回毎日映画コンクール 女優主演賞（『喜劇 愛妻物語』）[34]
  - 第94回キネマ旬報ベスト・テン 主演女優賞（『喜劇 愛妻物語』『滑走路』）[35]

## 出演

### 映画
- 劇場版 金田一少年の事件簿「上海魚人伝説」（1997年、日本テレビ・東宝） - 楊麗俐／小林麗実 役
- ときめきメモリアル（1997年、フジテレビ・東映）
- 走れ!イチロー（2001年、東映） - 島田亜梨紗 役
- GO（2001年、東映） - チマチョゴリの少女 役
- 仄暗い水の底から（2002年、東宝） - 松原（浜田）郁子 役
- ラストシーン（2002年、オズ） - 不治の病の少女 役
- サル（2003年、アルゴピクチャーズ） - 飯沼亜矢子 役
- 渋谷怪談（2003年、パイオニアLDC）[36] - 主演・八島リエカ 役
- 渋谷怪談2（2003年、ビターズエンド） - 八島リエカ 役
- ピカ☆☆ンチ LIFE IS HARDだからHAPPY（2004年、J-Storm）
  - ピカ☆★☆ンチ LIFE IS HARD たぶんHAPPY（2014年、J-Storm）
- 69 sixty nine（2004年、東映） - 長山ミエ 役
- イズ・エー[is A.]（2003年、フィルム・パートナーズ） - うさぎ 役
- 深紅（2005年、東映） - 都筑未歩 役
- 絶対恐怖 Pray プレイ（2005年） - 主演・マキ 役
- スクールデイズ（2005年） - 夏美 役
- 殴者（2005年、DSP） - 月音 役
- まだまだあぶない刑事（2005年、日本テレビ・東映） - 結城梨沙 役
- 同じ月を見ている（2005年、東映）
- 明日の記憶（2006年、東映） - 生野啓子 役
- 西遊記（2007年） - 凛凛 役
- アイ・アム I am.（2008年、日本スカイウェイ） - 主演・ミキ 役[37]
- カメレオン（2008年、東映） - 小池佳子 役[38]
- のだめカンタービレ最終楽章 前編/後編（2009年・2010年、東宝） - 三木清良 役[39]
- 彼岸島（2010年） - 青山冷 役[40]
- 今度は愛妻家（2010年） - 吉沢蘭子 役[41]
- 大木家のたのしい旅行 新婚地獄篇（2011年、ギャガ） - 大木咲 役[42]
- RETURN ハードバージョン（2013年） - 伽羅 役[43]
- バイロケーション 表 / 裏（2014年1月18日・2月1日） - 主演・高村忍 / 桐村忍 役[44]
- 太陽の坐る場所（2014年10月4日） - 主演・高間響子 役[45]
- 近キョリ恋愛（2014年10月11日） - 瀧沢美麗 役[46]
- 福福荘の福ちゃん（2014年11月8日） - 杉浦千穂 役[47]
- PAN 〜ネバーランド、夢のはじまり〜（2015年10月31日） - タイガー・リリー 役（ルーニー・マーラ） ※日本語吹き替え[48]
- 後妻業の女（2016年8月27日） - 三好繭美 役[49]
- ホペイロの憂鬱（2018年1月13日、トラヴィス） - 鬼塚撫子 役[50]
- グッドバイ〜嘘からはじまる人生喜劇〜（2020年2月14日、キノフィルムズ） - 大櫛加代 役[51]
- 喜劇 愛妻物語（2020年9月11日、バンダイナムコアーツ） - チカ 役[52]
- ミッドナイトスワン（2020年9月25日、キノフィルムズ） - 桜田早織 役[53]
- 滑走路（2020年11月20日、KADOKAWA） - 主演・川瀬翠 役[54][55]
- アンダードッグ（2020年11月27日、東映ビデオ） - 末永佳子 役[56]
- 半径1メートルの君〜上を向いて歩こう〜「バックヤードにて」（2021年2月26日、KATSU-do）[57]
- 沈黙の艦隊（2023年9月29日公開、東宝） - 速水貴子 役[58]
- 唄う六人の女（2023年10月27日公開、ナカチカピクチャーズ / パルコ） - 刺す女 役 [59][60]
- 霧の淵（2024年4月19日公開、ナカチカピクチャーズ） - 咲 役[61]

### 短編映画
- 太陽-TAIYO-（2022年4月28日、YouTube） - 佳代子 役[62][63]

### テレビドラマ
- 踊る大捜査線 第3話（1997年1月21日、フジテレビ）
- 名探偵保健室のオバさん 第9話（1997年3月3日、テレビ朝日）
- 少年サスペンス「ビジュアルバンド殺人事件!」（1998年4月16日・23日、テレビ朝日）
- 美少女Hシリーズ（フジテレビ）
  - 美少女H
    - 「十七歳の記録」（1998年7月6日） - 主演
    - 「軽い機敏な子猫何匹イルカ?」（1998年9月14日）

  - 美少女H2
    - 「ボンバー・ガール」（1998年11月23日） - 主演
    - 「（Just Like）Starting Over」（1998年12月7日）
    - 「18歳のウソ」（1999年3月15日） - 主演
    - 「卒業旅行」（1999年3月29日）

  - 美少女H3〜少女たちの異常体験〜
    - 「赤い波涛」（1999年8月）
    - 「風に揺られて」（1999年9月）
- タブロイド 第1話（1998年10月14日、フジテレビ） - 葛城ミカ 役[64]
- P.A. プライベートアクトレス 第3話（1998年10月31日、日本テレビ） - 響野鈴香 役
- 白線流し〜二十歳の風（1999年1月15日、フジテレビ） - 永井ヒトミ 役
- あぶない放課後（1999年4月12日 - 6月21日、テレビ朝日） - 石井風伽 役
- NHKドラマ館「疾風のように」（1999年10月2日、NHK）
- 小市民ケーン（1999年7月6日 - 9月21日、フジテレビ） - 山本妙子 役
- 賭事女王 バレンタインスペシャル（2000年2月14日、フジテレビ）
- 別れる2人の事件簿 第2話（2000年4月27日、テレビ朝日）
- 東京爆弾（2000年7月3日、WOWOW）
- 花村大介（2000年7月4日 - 9月19日、関西テレビ） - 黒田絵里 役
- カバチタレ! 第4話（2001年2月1日、フジテレビ） - 恒子 役
- R-17 第3・4話（2001年4月26日・5月3日、テレビ朝日） - 宮内恵子 役
- 明日があるさ 第9話（2001年6月16日、日本テレビ） - 橋本久美子 役
- さよなら、小津先生 第1・5 - 7・9・10話（2001年10月9日 - 12月11日、フジテレビ） - 篠田絵理 役
- ロング・ラブレター〜漂流教室〜（2002年1月9日 - 3月20日、フジテレビ） - 一ノ瀬かおる 役
- 茂七の事件簿 新ふしぎ草紙 第1話（2002年6月28日、NHK）- およう 役
- アイノウタ 第17 - 20・23・26話（2002年7月28日 - 9月29日、BS-i） - 沢村あゆみ 役
- 負け組キックオフ（2002年10月4日、テレビ朝日）
- 怪談百物語「狼男」（2002年10月29日、フジテレビ）
- 俳人 中村汀女〜今日の風、今日の花〜（2002年11月2日、テレビ熊本）
- ダブルスコア 最終話（2002年12月17日、フジテレビ）
- はたち-1982年に生まれて-（2003年1月13日、フジテレビ） - 菊池優子 役
- 笑顔セラピー（2003年2月11日、フジテレビ） - 主演・白井香織 役
- 美女か野獣 第6話（2003年2月13日、フジテレビ） - 舞子 役
- ダイヤモンドガール 第8話（2003年5月28日、フジテレビ） - 小森治美 役
- 大奥 第5話・第6話（2003年7月1日・8日、フジテレビ） - おその 役
- Stand Up!! 第6 - 9話（2003年8月8日 - 29日、TBS） - 倉本美由紀 役
- エ・アロール それがどうしたの（2003年10月9日 - 12月18日、TBS） - 杉のり子 役
- 奥さまは魔女 第5話（2004年2月13日、TBS）
- プライド 第4話（2004年2月2日、フジテレビ） - 平田真理子 役
- 冬空に月は輝く（2004年2月11日、フジテレビ） - 柴田祐子 役（友情出演）
- マザー&ラヴァー（2004年10月5日 - 12月21日、関西テレビ） - 永野圭 役
- ほんとにあった怖い話「魂の分岐点」（2004年11月22日、フジテレビ） - 主演
- 宿命（2004年12月26日、WOWOW） - 瓜生園子 役
- 目の鱗、ぽろり（2005年3月26日、日本テレビ） - 釘宮希帆 役
- 金曜エンタテイメント「仕置き代理人 鏡俊介の痛快事件簿」（2005年6月17日、フジテレビ） - 剣持小百合 役
- anego[アネゴ] 最終話（2005年6月22日、日本テレビ） - チカ 役
- ディビジョン1 ステージ15「お台場冒険王SP 彼氏宣誓!!」（2005年7月27日 - 8月24日、フジテレビ） - 主演・藤沢玲 役
- 劇団演技者。「家が遠い。」（2005年9月13日 - 10月25日、フジテレビ） - 富山の姉 役[65]
- 水曜ミステリー9 「エド・マクベイン〜殺意〜」（2005年9月14日、テレビ東京）
- 連続テレビ小説
  - 風のハルカ 第48回 - 150回（2005年11月26日 - 2006年3月31日、NHK大阪） - 木内奈々枝 役
  - ブギウギ 第1回 - 第40回（2023年10月2日 - 11月24日、NHK） - 花田ツヤ 役[66][67]
- 西遊記（2006年1月9日 - 3月20日、フジテレビ） - 凛凛 役
- 医龍-Team Medical Dragon-シリーズ（フジテレビ） - 里原ミキ 役
  - 医龍-Team Medical Dragon-（2006年4月13日 - 6月29日）
  - 医龍-Team Medical Dragon-2（2007年10月11日 - 12月20日）
  - 医龍-Team Medical Dragon-4 最終話（2014年3月20日）[68]
- 名探偵コナン ドラマスペシャル「工藤新一への挑戦状〜さよならまでの序章〜」（2006年10月2日、読売テレビ） - 西田麻衣 役
- のだめカンタービレ（2006年10月16日 - 12月25日、フジテレビ） - 三木清良 役
  - のだめカンタービレ 新春スペシャル IN ヨーロッパ（2008年1月4日・5日）
- 大河ドラマ（NHK）
  - 風林火山 第9話 - 最終話（2007年3月4日 - 12月16日） - ヒサ 役
  - 江〜姫たちの戦国〜（2011年1月9日 - 11月27日） - 初→常高院役
  - 西郷どん（2018年） - お龍 役[69]
- 必殺仕事人2007（2007年7月7日、ABC / テレビ朝日） - 玉櫛 役
  - 必殺仕事人2009 新春スペシャル（2009年1月4日、ABC / テレビ朝日）
- 山田太郎ものがたり 第6話（2007年8月10日、TBS） - 小谷カンヌ 役
- 裸の大将シリーズ（フジテレビ） - 米山ヨメ子 役
  - 裸の大将〜放浪の虫が動き出したので〜（2007年9月1日）
  - 裸の大将〜宮崎の鬼が笑うので〜（2008年5月24日）
  - 裸の大将〜富士山にニセモノが現われたので〜（2008年10月）
- フライトパニック （2007年10月20日、フジテレビ） - 柳本メグミ（成人） 役（友情出演）
- おいしいごはん 鎌倉・春日井米店 （2007年10月25日 - 12月13日、テレビ朝日） - 春日井楓 役
- 恋のから騒ぎ ドラマスペシャル4〜Love Stories〜「殺したい女」（2007年11月30日、日本テレビ） - 主演・西史乃（西川史子） 役
- 交渉人〜THE NEGOTIATOR〜 第3・4話（2008年1月24日・31日、テレビ朝日） - 宮原由希子 役（友情出演）
- ラスト・フレンズ（2008年4月10日 - 6月19日、フジテレビ） - 滝川エリ 役
- 33分探偵（2008年8月2日 - 9月27日、フジテレビ） - 武藤リカコ 役
  - 帰ってこさせられた33分探偵（2009年3月28日 - 4月18日、フジテレビ）
- 夢をかなえるゾウ（日本テレビ / 読売テレビ）
  - 夢をかなえるゾウ 男の成功篇（2008年10月2日） - 星野あすか 役（特別出演）
  - 夢をかなえるゾウ 女の幸せ篇（2008年10月2日 - 12月25日） - 主演・星野あすか 役
- 血液型別 オンナが結婚する方法♪ 第四夜「AB型オンナが結婚する方法」（2009年2月26日、フジテレビ） - 主演・春川幸恵 役
- ゴッドハンド輝（2009年4月11日 - 5月16日、TBS） - 四宮梢 役
- オルトロスの犬（2009年7月24日 - 9月25日、TBS） - 長谷部渚 役
- BUNGO -日本文学シネマ- 「グッド・バイ」（2010年2月24日、TBS） - キヌ子 役
- パンドラII 飢餓列島（2010年4月18日 - 5月30日、WOWOW） - 滝口詩織 役[64]
- いぬのおまわりさん（2010年7月4日、TBS / 毎日放送） - 主演・石原真由美(MAYU) 役
- 犬を飼うということ〜スカイと我が家の180日〜（2011年4月15日 - 6月10日、テレビ朝日） - 本郷幸子 役
- アイシテル〜絆〜（2011年9月21日、日本テレビ） - 須磨加奈 役
- 世にも奇妙な物語 2011年 秋の特別編「ベビートークA錠」（2011年11月26日、フジテレビ） - 主演・安田千秋 役
- 37歳で医者になった僕〜研修医純情物語〜（2012年4月10日 - 6月19日、関西テレビ） - 沢村瑞希 役
- 罪と罰 A Falsified Romance（2012年4月29日 - 6月3日、WOWOW） - 飴屋英知香 役[70]
- 猿飛三世（2012年10月12日 - 11月30日、NHK BSプレミアム） - お市 役
- シェアハウスの恋人（2013年1月16日 - 3月13日、日本テレビ） - 主演・津山汐 役
- 天魔さんがゆく 最終話（Episode.9）（2013年9月23日、TBS） - そばばばん 役[71]
- 失恋ショコラティエ（2014年1月13日 - 3月24日、フジテレビ） - 井上薫子 役[72]
- 東京スカーレット〜警視庁NS係（2014年7月15日 - 9月9日、TBS） - 主演・鳴滝杏 役
- ゴーストライター（2015年1月13日 - 3月17日、フジテレビ） - 川原由樹 役[73]
- かもしれない女優たち（2015年6月23日、フジテレビ） - 主演・水川あさみ（本人） 役[74]
- わたしを離さないで（2016年1月15日 - 3月18日、TBS） - 酒井美和 役[75]
- 松本清張ドラマスペシャル・地方紙を買う女〜作家・杉本隆治の推理（2016年3月12日、テレビ朝日） - 田坂ふじ子 役[76]
- 人は見た目が100パーセント（2017年4月13日 - 6月15日、フジテレビ） - 前田満子 役[77]
- 僕たちがやりました（2017年7月18日 - 9月19日、関西テレビ） - 立花菜摘 役[78]
- 居酒屋ふじ 第3話（2017年7月22日、テレビ東京） - 水川あさみ（本人） 役[79]
- BS笑点ドラマスペシャル 桂歌丸（2017年10月9日、BS日テレ） - 冨士子 役[80]
- 民衆の敵〜世の中、おかしくないですか!?〜 第2話（2017年10月30日、フジテレビ） - 山下圭子 役[81]
- 我が家の問題（2018年2月4日 - 25日、NHK BSプレミアム） - 主演・高木美奈子 / 井上めぐみ / 岸本沙代 / 田中昌美 役[82]
- ダブル・ファンタジー（2018年6月16日 - 7月14日、WOWOWプライム） - 主演・高遠奈津 役[83]
- 透明なゆりかご（2018年7月20日 - 9月21日、NHK総合） - 望月紗也子 役[84]
- tourist ツーリスト 第1話 バンコク篇（2018年9月29日、TBS） - 主演・野上さつき 役[85]
- スキャンダル専門弁護士 QUEEN（2019年1月10日 - 3月14日、フジテレビ） - 与田知恵 役[86]
- 白衣の戦士!（2019年4月10日 - 6月19日、日本テレビ） - 主演・三原夏美 役（中条あやみとのW主演）[87]
- 福井発 地域ドラマ「シューカツ屋」（2020年2月26日、NHK BSプレミアム） - 主演・流川美野里 役[88]
- ナイルパーチの女子会（2021年1月30日 - 3月20日、BSテレ東） - 主演・志村栄利子 役[89]
- サ道2021 第10話（2021年9月11日、テレビ東京） - 円香 役
- 女系家族（2021年12月4日・5日、全2回、テレビ朝日） - 矢島千寿 役[90]
- ミステリと言う勿れ 第7話 - 第10話（2022年2月21日 - 3月14日、フジテレビ） - 美吉喜和 役[91]
- ブラッシュアップライフ 第3話 - 最終話（2023年1月22日 - 3月12日、日本テレビ） - 宇野真里 役[92]
- 笑うマトリョーシカ（2024年6月28日 - 9月6日、TBS） - 主演・道上香苗 役[93][94]

### 配信ドラマ
- 女たちは二度遊ぶ「自己破産の女」（2010年3月 - 、BeeTV）[95]
- RETURN（2013年2月14日 - 、UULA） - 伽羅 役[96]
- 東京女子図鑑（2016年12月16日配信開始、Amazon Prime Video） - 主演・綾 役[97]
- ミス・シャーロック/Miss Sherlock 第1話（2018年4月27日配信開始、Hulu） - 水野亜紀子 役[98]
- love⇄distance（2020年6月27日配信開始、全10話、Paravi） - 主演・滝口美和 役[99]
- 全裸監督2（2021年6月24日 全話配信、Netflix） - テレビレポーター 役[100]
- モダンラブ・東京〜さまざまな愛の形〜「息子の授乳、そしていくつかの不満」（2022年10月21日配信開始、Amazon Prime Video） - 主演・真莉 役[101]
- 沈黙の艦隊 シーズン1 〜東京湾大海戦〜（2024年2月9日 - 、Amazon Prime Video） - 速水貴子 役[102]

### 舞台
- 歩兵の本領 soldier's mind（2005年1月21日 - 2月6日、紀伊國屋サザンシアター）[103]
- 激動-GEKIDO-（2013年8月23日 - 9月2日、新国立劇場中劇場） - 主演・川島芳子 役[104]
- THE 39 STEPS（2014年10月23日 - 11月3日、天王洲 銀河劇場 / 11月5日、電力ホール / 11月7日 - 9日、サンケイホールブリーゼ / 11月15日、キャナルシティ劇場）[105][106]
- 地獄のオルフェウス（2015年5月7日 - 31日、Bunkamuraシアターコクーン / 6月6日 - 14日、森ノ宮ピロティホール） - キャロル 役[107]
- 骨と軽蔑（2024年2月23日 - 3月23日、シアタークリエ / 3月27日 - 31日、博多座 / 4月4日 - 7日、サンケイホールブリーゼ）[108]

### ゲーム
- コンバットクイーン（2002年8月1日発売 PS2 タイトー） - 謎の少女 役
- トレジャーリポート 機械じかけの遺産（2011年5月26日発売、ニンテンドーDS） - エミリー・スミス（声）[109]

### バラエティ
- 世界超密着TV!ワレワレハ地球人ダ!!（2000年10月 - 2001年9月、フジテレビ）
- 黄金筋肉（2003年10月 - 2004年3月、TBS）
- 体操の時間。（2007年7月 - 8月、フジテレビ） - 凛凛 役

### ドキュメンタリー
- 今世紀最大の謎 真・聖杯伝説 キリストの暗号（2006年10月13日、テレビ東京） - ナビゲーター
- 女自転車ふたり旅 in ハワイ 二人のビッグ・アイランド（2009年12月29日、NHK） - 長澤まさみとの紀行番組[22]
- 水川あさみ ベトナム一号線をゆく（2014年1月2日・1月3日、NHK BSプレミアム） - 旅人
- 夢への扉「課題研究」〜先生を越えて進め〜（2017年3月28日、関西テレビ） - ナレーション[110]
- ヒルスパ!○○発東京行き（2017年10月26日、関西テレビ） - ナレーション[111]

### CM・広告
- 旭化成・ヘーベルハウス（1996年）
- 民放123社・アトランタオリンピック（1996年）
- 日産自動車「イチローのニッサン」（1999年）
- NTT西日本・エリアプラス（1999年）
- 四谷学院「ボート編」（2000年）
- 不二家「LOOKチョコレート」（2000年）
- SEGA「ファンタシースターオンライン」（2000年）
- 角川書店「週刊ザテレビジョン」（2001年）
- エーザイ「チョコラBBピュア」（2000年 - 2002年）
- コカ・コーラ「爽健美茶」（2002年）
- モスバーガー「野菜つくねバーガー」（2002年）
- P&G「パンテーン」（2003年2月 - ）[112]
- NTT DoCoMo九州「FOMA」（2003年 - 2004年）
- NHK・スポーツキャンペーン（2004年）
- Kanebo「T'ESTIMO 」（2007年）
- カシオ「エクシリム」（2007年 - 2009年）
- 伊藤由奈「HEART」（2007年）
- 伊藤園
  - 「天然美香ジャスミン茶」（2007年8月 - ）
  - 「TEA'S TEA」（2009年8月 - ）[113]
- スバル「ステラ」（2007年11月 - ）[114]
- JR東日本パーソネルサービス（2008年）
- ENEOS（2008年5月 - ）
- シャープ 「シャープ なるほど劇場」（2008年）
- トヨタ自動車
  - 残価設定型プラン（2009年）
  - 企業広告（2011年11月 - ） - 30歳の源静香（しずか）役
  - 「パッソ」（2014年4月 - ） - しずか 役[115][116]
- 明治製菓
  - 「アーモンドチョコレート・マカダミアチョコレート」（2009年）[117]
  - 「ザ・コーン」（2010年7月 - ）
- 東武鉄道「リライズガーデン西新井」（2010年12月 - ）
- ディー・エヌ・エー「神撃のバハムート」（2012年11月 - ） - 姉 役[118]
- エスエス製薬「エスタック」（2013年10月 - ）[119]
- ユーキャン「通信教育講座」（2014年1月 - ）[120]
- アサヒビール「アサヒスタイルフリー」（2014年3月 - ）[121][122]
- GMOペパボ「minne」（2015年2月 - ）[123]
- DHC「DHC オリーブバージンオイル」（2016年）[124]
- ポッカサッポロフード&ビバレッジ「じっくりコトコト」（2017年10月 - ）[125]
- ジーユー「無敵ワンピ」「無敵セットアップ」（2020年3月 - ）[126]
- 大鵬薬品「チオビタドリンク」（2020年9月 - ）[127]
- 湖池屋
  - 「PURE POTATO じゃがいも心地」（2020年9月 - ）[128][129]
  - 「湖池屋STRONG」（2021年3月 - ）[130]
- 資生堂「ANESSA」（2021年2月 - ）[131]
- 日本製紙クレシア「スコッティ フラワーパック 長持ちトイレットロール」（2021年4月 - ）[132]
- Wolt（2021年7月 - ）[133]
- 三菱自動車「デリカミニ」（2023年4月 - ）
- キリンビール「氷結 無糖」（2025年6月 - ）[134]

### ミュージックビデオ
- EXILE「HEART of GOLD」（2004年）
- FAKY「The One」（2014年）[135]

### CDジャケット
- 黒夢「ゲルニカ」（2013年）[136]

## 監督
- 「MIRRORLIAR FILMS（ミラーライアーフィルムズ）」Season4「おとこのことを」（2022年9月2日）[12][13]

## 作品

### 写真集
- AB -水川あさみ写真集-（2002年1月15日、角川書店、撮影：根本好伸、ISBN 978-4-04-853466-6）[137]
- 水川あさみ写真集『29』（2012年11月24日、ワニブックス、撮影：江森康之、ISBN 978-4-8470-4506-6）[138]

### DVD
- AB（2002年1月23日、バップ、VPBF-15101）